# Ω-9脂肪酸
ω-9脂肪酸（英語：或）是一種非必要的脂肪酸，可以在人體內自行合成。可減少患上管道硬化、及減低心血管道及腦管道梗塞的機會。
橄欖油、芝麻油、鱷梨、腰果和澳洲堅果都含有豐富的ω-9 脂肪酸。
最重要、最常见的 ω-9脂肪酸：
- 油酸（18:1, n−9），是橄榄油中的主要成份。
- 芥酸（22:1, n−9）, 见于菜籽油、糖芥、芥菜籽等。
- 米德酸（20:3, n−9）, 人体在必须脂肪酸匮乏时，如长期素食，会通过延长碳链、人体的去饱和酶在ω-12、ω-15处形成双键，从油酸合成米德酸。因此，血液中如果化验出米德酸，表示有必须脂肪酸缺乏。